# Saint-Julien-en-Saint-Alban
Saint-Julien-en-Saint-Alban é uma comuna francesa na região administrativa de Auvérnia-Ródano-Alpes, no departamento de Ardèche. Estende-se por uma área de 10,39 km². Em 2010 a comuna tinha 1 525 habitantes (densidade: 146,8 hab./km²).